# یواس‌اس لاگودا (اس‌پی-۳۲۵۰)
یواس‌اس لاگودا (اس‌پی-۳۲۵۰) (به انگلیسی: USS Lagoda (SP-3250)) یک کشتی بود که طول آن ۸۵ فوت (۲۶ متر) بود. این کشتی در سال ۱۹۰۶ ساخته شد.